# Giovanni Colonna (cardinal, 1212)
Giovanni Colonna (né à Rome ou à Carbognano, Italie, et mort après le 17 avril 1244[réf. souhaitée] à Rome) est un cardinal italien du XIIIe siècle. 
Les autres cardinaux de la famille Colonna sont Giacomo Colonna (1278), Pietro Colonna (1288), Giovanni Colonna (1327), Agapito Colonna (1378), Stefano Colonna (1378), Oddone Colonna (1405), le futur pape Martin V, Prospero Colonna (1426), Giovanni Colonna (1480), Pompeo Colonna (1517), Marco Antonio Colonna, seniore (1565), Ascanio Colonna (1586), Girolamo Colonna (1627), Carlo Colonna (1706), Prospero Colonna (1739), Girolamo Colonna di Sciarra (1743), Prospero Colonna di Sciarra (1743), Marcantonio Colonna (1759) et  Pietro Colonna (1766), qui prend le nom Pamphili.

## Repères biographiques
Giovanni Colonna est créé cardinal par le pape Innocent III lors du consistoire du 18 février 1212. 
Le cardinal Colonna participe au conclave de 1216, lors duquel Honoré III est élu, au conclave de 1227 (élection de Grégoire IX) et au conclave de 1241-1243 (élection d'Innocent IV). Il est légat à Spire, où il est emprisonné et libéré en 1217 sur demande du pape. Il est aussi légat à Constantinople, en Syrie (où il obtient une partie de la colonne de flagellation du seigneur pour son église titulaire à Rome) et à Naples.